# Spanish Ship Bay (zatoka)
Spanish Ship Bay – zatoka (ang. bay) zatoki Liscomb Harbour w kanadyjskiej prowincji Nowa Szkocja, w hrabstwie Guysborough; nazwa urzędowo zatwierdzona 12 grudnia 1939.